# Джон Клемънтс Уикъм
Джон Клемънтс Уикъм (на английски: John Clements Wickham) е английски военноморски офицер, мореплавател и изследовател.

## Произход и юношески години (1798 – 1827)
Роден е на 21 ноември 1798 година в Лейт, северната част на Единбург, Шотландия, в семейството на лейтенант Самюъл Уикъм и съпругата му Елън Сузана (по баща Нейлър). През 1812 се присъединява към Британския кралски флот.

## Експедиционна дейност (1827 – 1841)
От 1827 до 1830 участва като лейтенант в изследователската експедиция на Филип Паркър Кинг край бреговете на Южна Америка.
През 1831 – 1836 участва като лейтенант в експедицията на Робърт Фицрой на кораба „Бигъл“, в която взема участие и Чарлз Дарвин.
От 1837 до 1841 отново на кораба „Бигъл“ участва в експедицията на Джон Лорт Стоукс, като самостоятелно през 1839 завършва откриването на бреговете на Австралия, като през март изследва залива Кинг на северозападното крайбрежие и открива устието на река Фицрой (520 км), вливаща се в него, а през септември дооткрива залива Порт Дарвин (12°29′ ю. ш. 130°49′ и. д. / 12.483333° ю. ш. 130.816667° и. д.) и установява, че това е едно от най-хубавите пристанища в Австралия. Изследва естуарите на откритите от него реки Виктория и Фицморис и залива Куинс Чанъл (14°55′ ю. ш. 129°30′ и. д. / 14.916667° ю. ш. 129.5° и. д.), в който се вливат.
През 1841 Уикъм се разболява и напуска експедицията на Стоукс, която продължава до 1843.

## Следващи години (1842 – 1864)
През 1842 се установява в Нов Южен Уелс, където на 27 октомври същата година се оженва за Анна Макартур. През януари 1843 е назначен за полицейски следовател в областта Моритоун (Moreton Bay) в щата Куинсланд.
Първата му съпруга умира през 1852, оставяйки го с двама сина и дъщеря, а през 1857 се оженва за родената в Дъблин Елън Диърнг, от която има още двама сина.
През 1859 напука Австралия и се премества в Биариц, Южна Франция, където живее до смъртта си на 6 януари 1864 година.

## Памет
Неговото име носят:
- река Уикъм (устие, 16°22′ ю. ш. 131°06′ и. д. / 16.366667° ю. ш. 131.1° и. д.), в Австралия, Северна територия, ляв приток на река Виктория;
- улица „Джон Клемънтс Уикъм“ в град Бризбейн, Куинсланд, Австралия.